# Edgeley, North Dakota
Edgeley, North Dakota (енгл. Edgeley) град је у америчкој савезној држави Северна Дакота.

## Демографија
По попису из 2010. године број становника је 563, што је 74 (-11,6%) становника мање него 2000. године.
| Група             | 2000.       | 2010.       |
| Белци             | 631 (99,1%) | 554 (98,4%) |
| Афроамериканци    | 0 (0,0%)    | 0 (0,0%)    |
| Азијати           | 0 (0,0%)    | 1 (0,2%)    |
| Хиспаноамериканци | 4 (0,6%)    | 7 (1,2%)    |
| Укупно            | 637         | 563         |